# Brassói magyar evangélikus templom
A brassói magyar evangélikus templom Bolonya városrészben, a Vasút utca (Str. Iuliu Maniu, Bahngasse) 2. szám alatt áll. 1783-ban építették a brassói magyar evangélikusok, akik korábban a szászokkal közösen az egykori Szent Borbála-kápolnát, majd a Kertész utcai templomot használták. A barcasági magyar lelkészek itt tartották 1886-ban azt a konventet, amelyen kimondták az önálló erdélyi magyar evangélikus egyházmegye megalakulását. Temetőjét 1987-ben a városvezetés felszámolta.

## Története
A 16. századi reformáció során az erdélyi szászok jellemzően evangélikus, a magyarok pedig református hitre tértek, bár voltak evangélikus hitű magyarok is (Joseph Trausch megemlíti az 1572-ben kinevezett Ambrosius lelkészüket). A reformátusok kapták meg a Kolostor utcai templomot is, de a vagyonos, befolyásos szászok egy idő után a magyarok egy részét visszacsábították az evangélikus hithez, különböző kedvezményeket nyújtva a papoknak és a híveknek, a református hitéletet pedig hátráltatták. A magyar evangélikusok száma nőtt, és a 17. században birtokba vették a Kolostor utcai templomot is (korábban egy, a Fekete templom melletti kis kápolnában tartották istentiszteleteiket). A paplak és az iskola a Lópiac utcában, a mai 32. szám alatti épületben volt.
Egy ideig a magyar evangélikusok képezték a legtekintélyesebb barcasági magyar egyházközséget, azonban a szászok germanizáló politikájuk folytán fokozatosan magukba olvasztották őket: Orbán Balázs szerint a magyar nemzetiségűek nem lehettek céhtagok, nem juthattak hivatalhoz vagy javakhoz, vallásgyakorlásukat korlátozták, így legnagyobb részük önként olvadt be a szász társadalomba. A nemzetiségükhöz ragaszkodó magyarokat zaklatták, és végül templomukból is kiszorították őket. 1716-tól a magyarok a Kórház utcai Szent Antal-kápolnát használták, ám ez 1718-ban leégett, újjáépítését pedig nem engedélyezték. Ekkor a Bolonya negyedi, egykoron a leprakórházhoz tartozó 15. századi romos Szent Borbála-kápolnába költöztek, felváltva használva azt a bolonyai szászokkal.
A kápolna helyén 1777-ben a szász és magyar evangélikusok felépítették a bolonyai szász evangélikus templomot. Bár ekkor még nem volt érvényben a türelmi rendelet, mely új templomok építését engedélyezte volna, az evangélikusok egy korábbi engedélyre hivatkoztak, a városi tanács pedig szemet hunyt a dolog felett. A két közösség között folyamatosak voltak a súrlódások, így a magyarok 1783-ban, Gödri János lelkészsége idején felépítették a magyar evangélikus templomot, melyre az 1781-ben kiadott türelmi rendelet adott lehetőséget. A templom helyéül a tanács egy mocsaras területet jelölt ki az egykori fapiacnál, az építkezést március 14-én kezdték meg, és november 2-án már fel is szentelték. Ekkor a gyülekezet 511 lelket számlált, 1860-ban pedig 868 tagja volt, vagyis több, mint a bolonyai szász templomnak.
A magyar evangélikusok továbbra is a szász egyház keretében éltek. Az önálló esperesség alapításának döntése 1874-ben született meg, és 1886. március 25-én barcasági magyar lelkészek ebben a templomban tartották azt a konventet, amelyen kimondták az önálló erdélyi magyar evangélikus egyházmegye megalakulását. Ez még abban az évben kivált az erdélyi (szász) egyházkerületből és a Tiszai evangélikus egyházkerülethez csatlakozott. 1922-ben ebből jött létre a Romániai Zsinatpresbiteri Evangélikus-Lutheránus Egyház.
A román kommunista hatalomátvétel negatívan érintette az egyházközséget: az általuk birtokolt Pest szállót államosították, iskolájukat megszüntették. 1960-ban megtiltották a temetkezést a templomhoz tartozó sírkertben (azóta a magyar evangélikusok a szász temetőben temetkeznek), 1987-ben pedig teljesen felszámolták azt (hasonlóan a magyar katolikus temetőhöz), és a templom lebontásával is fenyegetőztek. Az 1989-es rendszerváltás enyhülést hozott, és lehetőség adódott egy új, négyszintes gyülekezeti központ felépítésére (ez 1992 és 1998 között, külföldi segítséggel valósult meg). A 2010-es években körülbelül 2400 tagot számláltak, vagyis ez a Romániai Evangélikus-Lutheránus Egyház legnagyobb magyar ajkú gyülekezete.

## Leírása
A templom késői barokk stílusban épült, oldalait korinthoszi fejezetű pilaszterek osztják mezőkre, a tetőn színes cserepekből van kirakva az 1783-as építési dátum. Északnyugati homlokzatán kis harangtorony látható. Feltűnő hasonlóságot mutat a bolgárszegi evangélikus templommal, így valószínű, hogy mindkettőt ugyanaz az építész tervezte. A romániai műemlékek jegyzékében a BV-II-m-B-11462 sorszámon szerepel. A bejárati kapu felett elhelyezett tábla Márton Áronnak és Kratochvil Károlynak állít emléket, akiket 1919-ben a Fellegvárban börtönöztek be.
Oltára klasszicista, szószéke barokk stílusjegyeket visel. Keresztelőmedencéje 1725-ből, még a régi Szent Borbála-kápolnából származik. A hajó mennyezete 1837-ben, Türkösi Ferenc költségén készült.
2017-ben a templomudvarban állították ki a Cenken 1896-ban felállított és 1913-ban összetört „Árpád-szobor” fej-maradványát. Ez 2002-ben került elő a megyei múzeum raktárából, felállításáig a gyülekezeti házban őrizték.